# Keros
Keros (Grieks: Κέρος) Behoort tot de Griekse eilandengroep Cycladen. Het ligt tussen het eiland Naxos en het eiland Amorgos. Het eiland is onbewoond en bekend vanwege de archeologische vondsten die er zijn gedaan.

## Geschiedenis
In de bronstijd werd Keros al bewoond. In de periode 2600 v chr. – 2200 v chr. was er een grote steengroeve in gebruik. Op het eiland zijn vele scherven gevonden van meer dan 4000 jaar oud. Britse wetenschappers denken dat dit komt doordat er in de bronstijd een terugkerend ritueel werd gehouden waarbij potten en beelden kapot werden gegooid. De wetenschappers gaan ervan uit dat er in de bronstijd mensen op bedevaart naar Keros gingen voor dit ritueel. Rond het jaar 2000 voor Christus zou het ritueel zijn gestaakt.

## Keros in cijfers
- Grootte: 5x7 km
- Oppervlakte: 15 km²
- Hoogste punt: 432 m (Berg Keros)
- Aantal inwoners: geen